# Lovers in Paris
Lovers in Paris (hangul: 파리의 연인; rr: Pari-eui yeonin) é uma telenovela sul-coreana exibida pela SBS em 2004, estrelada por Kim Jung-eun, Park Shin-yang e Lee Dong-gun.

## Elenco
- Kim Jung-eun como Kang Tae-young
- Park Shin-yang como Han Ki-joo[3]
- Lee Dong-gun como Yoon Soo-hyuk (sobrinho de Ki-joo)
- Oh Joo-eun como Moon Yoon-ah
- Kim Seo-hyung como Baek Seung-kyung (ex-mulher de Ki-joo)
- Jung Ae-ri como Han Ki-hae (mãe de Soo-hyuk)
- Kim Sung-won como Han Sung-hoon (pai de Ki-joo)
- Park Young-ji como Choi Won-jae (braço direito de Ki-joo)
- Jo Eun-ji como Lee Yang-mi (amiga de Tae-young em Paris)
- Yoon Young-joon como Kim Seung-joon (secretário de Ki-joo)
- Sung Dong-il como Kang Pil-bo (tio de Tae-young)
- Kim Young-chan como Kang Gun (priminho de Tae-young)
- Lee Se-chang como Park Jung-hak (CEO da J Motors)
- Kim Sang-soon como congressista Moon Ji-hwan (pai de Yoon-ah)
- Seo Kwon-sook como Sra. Moon (mãe de Yoon-ah)
- Kim Chung como Madame Vaudier
- Yoon Jin-seo como garota na praia (episódio 20)

## Recepção
Na tabela abaixo, os números azuis representam as audiências mais baixas e os números vermelhos representam as audiências mais elevadas.
| Episódio | Data de transmissão  | Em todo país | Região Metropolitana de Seul |
| -------- | -------------------- | ------------ | ---------------------------- |
| 1        | 12 de junho de 2004  | 23.6%        | 23.9%                        |
| 2        | 13 de junho de 2004  | 25.9%        | 27.6%                        |
| 3        | 19 de junho de 2004  | 31.9%        | 33.1%                        |
| 4        | 20 de junho de 2004  | 32.5%        | 34.0%                        |
| 5        | 26 de junho de 2004  | 35.0%        | 37.1%                        |
| 6        | 27 de junho de 2004  | 37.1%        | 37.9%                        |
| 7        | 3 de julho de 2004   | 40.5%        | 42.8%                        |
| 8        | 4 de julho de 2004   | 43.6%        | 44.4%                        |
| 9        | 10 de julho de 2004  | 42.5%        | 44.1%                        |
| 10       | 11 de julho de 2004  | 46.1%        | 48.4%                        |
| 11       | 17 de julho de 2004  | 44.1%        | 44.9%                        |
| 12       | 18 de julho de 2004  | 49.5%        | 51.9%                        |
| 13       | 24 de julho de 2004  | 47.0%        | 48.4%                        |
| 14       | 25 de julho de 2004  | 50.0%        | 51.1%                        |
| 15       | 31 de julho de 2004  | 37.6%        | 38.7%                        |
| 16       | 1 de agosto de 2004  | 39.2%        | 38.7%                        |
| 17       | 7 de agosto de 2004  | 41.3%        | 41.7%                        |
| 18       | 8 de agosto de 2004  | 51.5%        | 52.2%                        |
| 19       | 14 de agosto de 2004 | 51.3%        | 53.1%                        |
| 20       | 15 de agosto de 2004 | 56.3%        | 57.6%                        |
| Média    | Média                | 41.3%        | 42.5%                        |

Fonte: TNS Media Korea

## Prêmios e indicações
| Ano  | Premiação                  | Categoria                              | Beneficiário                  | Resultado |
| ---- | -------------------------- | -------------------------------------- | ----------------------------- | --------- |
| 2004 | Andre Kim Best Star Awards | Melhor Estrela                         | Lee Dong-gun                  | Venceu    |
| 2004 | Mnet KM Music Festival     | Melhor Trilha Sonora                   | "By Your Side" por Jo Sungmo  | Venceu    |
| 2004 | Grimae Awards              | Melhor Atriz                           | Kim Jung-eun                  | Venceu    |
| 2004 | SBS Drama Awards           | Top 10 Estrelas                        | Park Shin-yang                | Venceu    |
| 2004 | SBS Drama Awards           | Top 10 Estrelas                        | Lee Dong-gun                  | Venceu    |
| 2004 | SBS Drama Awards           | Top 10 Estrelas                        | Kim Jung-eun                  | Venceu    |
| 2004 | SBS Drama Awards           | Grande Prêmio (Daesang)                | Park Shin-yang e Kim Jung-eun | Venceu    |
| 2005 | Baeksang Arts Awards       | Melhor Ator de Televisão Popular       | Lee Dong-gun                  | Venceu    |
| 2005 | Baeksang Arts Awards       | Melhor Roteiro                         | Kim Eun-sook e Kang Eun-jung  | Venceu    |
| 2005 | Baeksang Arts Awards       | Melhor Ator                            | Park Shin-yang                | Indicado  |
| 2005 | Baeksang Arts Awards       | Melhor Atriz                           | Kim Jung-eun                  | Venceu    |
| 2005 | Baeksang Arts Awards       | Melhor Drama                           | Lovers in Paris               | Indicado  |
| 2005 | Baeksang Arts Awards       | Grande Prêmio (Daesang) para Televisão | Lovers in Paris               | Venceu    |
| 2005 | Asian Television Awards    | Melhor Atriz                           | Kim Jung-eun                  | Venceu    |

## Outras versões
- Lovers in Paris - telenovela filipina produzida e exibida pela ABS-CBN.